# 莱瑟黑德
莱瑟黑德（Leatherhead）是英格蘭薩里郡的一個镇，位于大伦敦都会区边缘，人口约一万。